# Nāḩiyat Shaţḩah
Nāḩiyat Shaţḩah (arabiska: ناحية شطحة) är ett subdistrikt i Syrien.   Det ligger i provinsen Hamah, i den västra delen av landet, 230 km norr om huvudstaden Damaskus.
Trakten runt Nāḩiyat Shaţḩah består till största delen av jordbruksmark. Runt Nāḩiyat Shaţḩah är det tätbefolkat, med 383 invånare per kvadratkilometer.